# Zhang Chunqiao
Zhang Chunqiao (Chinees: 張春橋 / 张春桥, Hanyu pinyin: Zhāng Chūnqiáo) (Shandong, 1 februari 1917 - Shanghai, 21 april 2005) was een prominent Chinees politicus, auteur, politiek filosoof en een lid van de Bende van Vier.
In de jaren dertig werkte hij als schrijver in Shanghai. Na de conferentie van Yan'an kwam hij bij de Communistische Partij van China in 1938. Decennia later ontmoette Zhang Mao's vrouw Jiang Qing in Shanghai en samen wilden ze de Culturele Revolutie beginnen. Hij was een toonaangevend journalist in stad bij de Jiegang Ribao (Dagblad van de Bevrijding). In 1967 leidde hij tijdens de Culturele Revolutie de Shanghai Commune. Hiermee poogde hij zich te ontdoen van al zijn politieke rivalen in de stad, maar Mao Zedong vond dit een stap te ver.
Vanwege zijn bijdrage aan de Culturele Revolutie klom hij snel op in de partij. In april 1969 kwam hij in het politburo van de partij en vier jaar later werd hij benoemd in het hoogste partijorgaan. In januari 1975 werd hij tweede vice-president, na eerste vice-president Deng Xiaoping. Een jaar later verdween Deng van het politieke toneel. In deze periode schreef Zhang "On Exercising All-Round Dictatorship Over the Bourgeoisie" om de dictatuur van het proletariaat te onderstrepen. Een artikel dat Mao bijzonder waardeerde.
Zijn pogingen om steeds op te klimmen binnen de communistische partij werden verstoord in oktober 1976, toen hij werd opgepakt. Hij werd na een showproces in 1981 samen met Jiang Qing, de derde vrouw van Mao, ter dood veroordeeld, maar deze straf werd later omgezet in levenslang. In de aanklacht werden de leden van de Bende van Vier verantwoordelijkheid gehouden voor de vervolging van 729.511 mensen, en de dood van 34.800 van hen, tijdens de Culturele Revolutie. Hij werd in 2002 vervroegd vrijgelaten om medische redenen en leefde in anonimiteit in Shanghai, waar hij overleed op op 88-jarige leeftijd. Pas drie weken na zijn overlijden, werd dit bekendgemaakt.
- CiNii: DA14559911
- Gemeinsame Normdatei: 124787940
- International Standard Name Identifier: 0000 0000 6382 8957
- Library of Congress Control Number: n88034303
- Nationale Bibliotheek van Tsjechië: xx0210924
- Nationale bibliotheek van Australië: 36656012
- Nationale Bibliotheek van Israël: 987007448189205171
- Nationale Bibliotheek van Polen: a0000002045893
- Nederlandse Thesaurus van Auteursnamen: 181371243
- Réseau des bibliothèques de Suisse occidentale: 02-A003890596
- Système universitaire de documentation: 223626546
- Trove: 1368676
- Virtual International Authority File: 79504642
- WorldCat: E39PBJdWHqQqgpbPMXq9QfjXBP